# Haloti Ngata
Haloti Ngata (født 21. januar 1984 i Inglewood, Californien, USA) er en amerikansk football-spiller, der spiller som defensive lineman for NFL-holdet Baltimore Ravens. Han har spillet for holdet hele sin NFL-karriere, startende i 2006.
Ngata er fem gange i sin karriere blevet udtaget til NFL's All-Star kamp, Pro Bowl.

## Klubber
- 2006-: Baltimore Ravens